# Parachernes nevermanni
Parachernes nevermanni är en spindeldjursart som beskrevs av Beier 1976. Parachernes nevermanni ingår i släktet Parachernes och familjen blindklokrypare. Inga underarter finns listade i Catalogue of Life.